# Megumu Tamura
Megumu Tamura (田村 恵, Tamura Megumu, né le 10 janvier 1927 à Japon) est un footballeur japonais.